# تسوتومو ساكاموتو
تسوتومو ساكاموتو (باليابانية: 坂本 勉) مواليد 3 أغسطس 1962 في اليابان، هو دراج ياباني. شارك في دورة الألعاب الأولمبية الصيفية وفاز بميدالية أولمبية.

## الميداليات
| الميدالية | المسابقة                       |
| --------- | ------------------------------ |
| برونزية   | الألعاب الأولمبية الصيفية 1984 |

## روابط خارجية
- تسوتومو ساكاموتو على موقع أرشيف الدراجات (الإنجليزية)
- تسوتومو ساكاموتو على موقع أوليمبيديا (الإنجليزية)